# Луневский сельсовет
Луневский сельсовет — упразднённая административно-территориальная единица, существовавшая на территории Московской губернии и Московской области до 1939 года.
Луневский сельсовет был образован в первые годы советской власти. По данным 1919 года он входил в состав Усмерской волости Бронницкого уезда Московской губернии.
В 1923 году Луневский с/с был упразднён, но в том же году восстановлен.
По данным 1926 года в состав сельсовета входили деревни Лунево и Муравлево.
В 1929 году Луневский с/с был отнесён к Воскресенскому району Коломенского округа Московской области.
17 июля 1939 года Луневский с/с был упразднён, а все его населённые пункты (Лунево и Муравлево) переданы в Кладьковский сельсовет.